# Enderrock
Enderrock est un magazine mensuel musical publié depuis 1993, spécialisé dans la diffusion de musique populaire en catalan, en provenance de toute la Catalogne.
Le magazine est publié par le groupe Enderrock, une société dirigée par le journaliste Lluís Gendrau. Le groupe publie également la publication 440 Clàssica. Il a précédemment publié les magazines Rockcol·lecció, L'Espectacle, Jaç et Sons de la Mediterrània (successeur de Folc) jusqu'en avril 2012, date à laquelle il annonce la suspension « temporaire » de sa publication.

## Histoire
La couverture du premier numéro, paru le jour de la Sant Jordi en 1993, est signée Quim Mandado, le bassiste de Sangtraït, qui recommandait aux lecteurs Més canya en lettres jaune vif. À gauche, le résumé du contenu comprenait Lax'n'Busto, Companyia Elèctrica Dharma, Sopa de Cabra et El Último de la Fila, puis Tots els concerts avec des noms tels que Bruce Springsteen, Sting, Guns N' Roses et Lenny Kravitz.
Depuis 2001, le groupe Enderrock coorganise le concours Sona9, qui récompense les groupes émergents à l'origine de propositions telles que Manel, Els Amics de les Arts ou La Iaia. Il présente également les Enderrock Awards chaque année, avec un concert de gala où se produisent plusieurs des lauréats,,.
En 2004, Enderrock reçoit le Prix national pour la projection sociale de la langue catalane, décerné par la Generalitat de Catalunya. Le jury estime que le magazine « est devenu un média de référence de grande qualité dans le monde de la musique populaire catalane, avec un large public parmi les jeunes de notre aire linguistique ». Le 2 décembre 2016, il est annoncé qu'Òmnium Cultural avait décerné son Prix de la Communication au magazine Enderrock. La cérémonie de remise des prix a lieu le 16 décembre dans le cadre de la Nit de Santa Llúcia, organisée à L'Hospitalet de Llobregat.
En mai 2023, pour marquer le trentième anniversaire de la publication, une série de quatre jours de concerts gratuits a lieu au Palau Robert, avec des groupes tels que Lluís Llach, Rosalía, Bad Gyal, Peret, La Pegatina, Txarango, Dorian, Crim et Maria Arnal entre autres.